# 코프리프슈티차

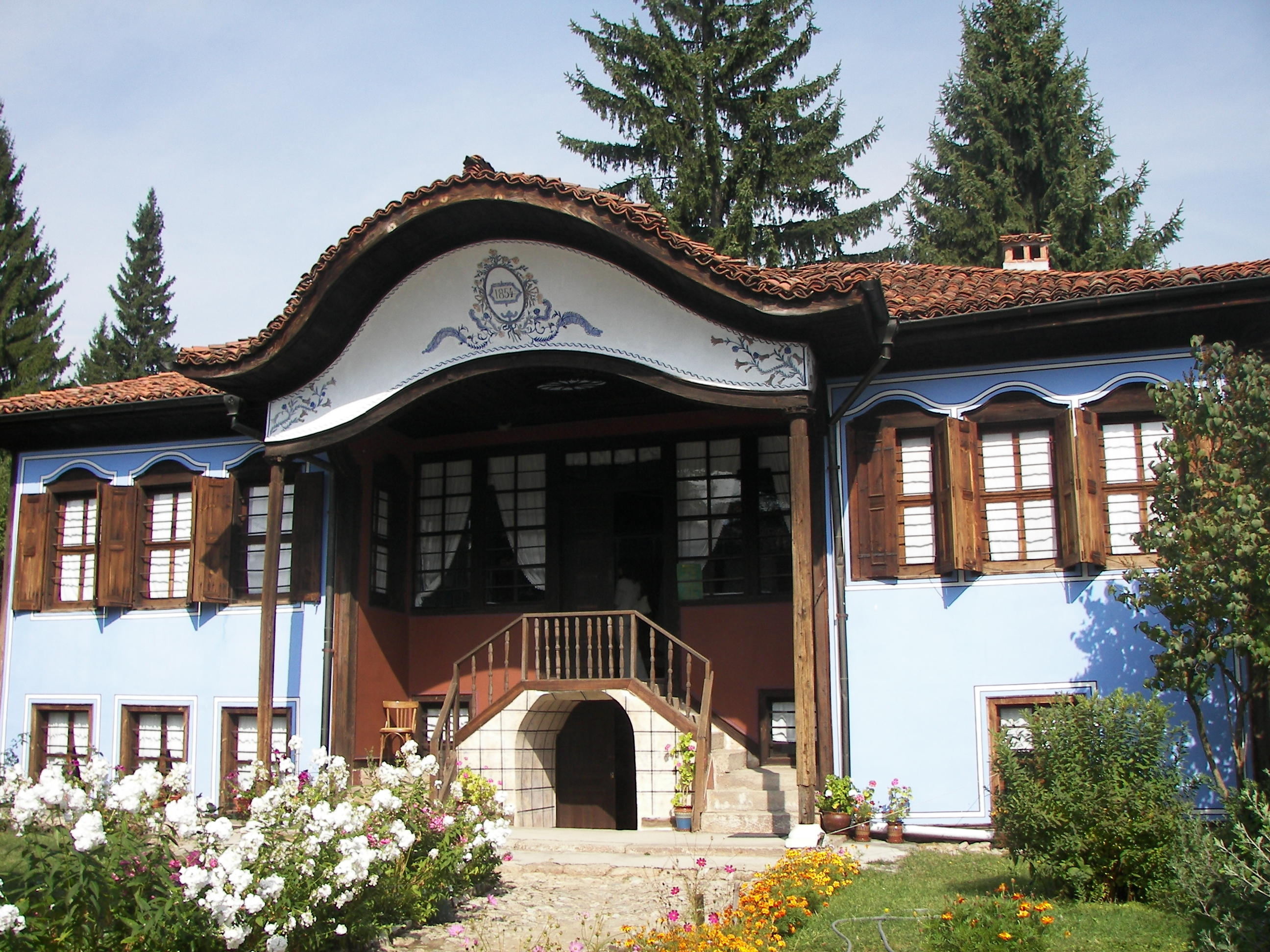
코프리프슈티차

코프리프슈티차(불가리아어: Копривщица [koˈprifʃtit͡sɐ])은 불가리아 중부에 위치한 소피아주의 도시로 인구는 2,541명(2009년 기준)이다.
1876년 오스만 제국에 대항한 4월 봉기가 일어난 곳이며, 1877년 오스만 제국과 러시아 제국과의 전쟁으로 이어졌다.